# كل أصدقائي نحن ممجدون
كل أصدقائي نحن ممجدون (بالإنجليزية: All My Friends We're Glorious)‏ (أو كل أصدقائي نحن ممجدون: جولة موت أعزب مباشرة (بالإنجليزية: All My Friends We're Glorious: Death of a Bachelor Tour Live)‏) هو رابع ألبوم مباشر لفرقة بانيك! آت ذا ديسكو وأول ألبوم مباشر لها كمشروع منفرد برئاسة برندن يوري. صدر يوم 15 دجنبر 2017 في نسخ رقمية ونسخة قرص فونوغراف LP مزدوج محدودة، ويوثق «جولة موت أعزب» للفرقة بعد صدور ألبوم الاستوديو الخامس لها، «موت أعزب» (Death of a Bachelor).
رفعت مقاطع فيديو من عروض الفرقة المسجلة في أبريل 2017 في Amway Center في أورلاندو، فلوريدا على قناة الفرقة على يوتوب. بلغ الألبوم الرتبة 185 على لائحة بيلبورد هوت 100 مع مبيعات تبلغ 5525 نسخة.

## روابط خارجية
- كل أصدقائي نحن ممجدون على موقع أول موفي (الإنجليزية)